# 27 (émission de télévision)
27 est une émission de télévision d’actualité et de débat diffusée sur la chaîne de télévision de service public franco-allemande Arte à partir du 26 juin 2022, qui fait suite de l’émission Vox Pop. Elle est enregistrée en français et diffusée le dimanche à 20 h 05 en France et est présentée par Nora Hamadi. En raison d'un manque d'audience et de raison budgétaire, l'émission est supprimée avec un dernier épisode le 4 juin 2023.

## Historique
Le 26 juin 2022 : Information en temps de guerre : l'art du mensonge ?
Le 3 juillet 2022 : Peut-on rendre les soins accessibles à tous ?